# Handicap en el go
El handicap és l'avantatge que es dona al jugador més feble per a compensar la diferència de rànquings en el joc del go.
El handicap es produeix tant en pedres com en punts de compensació.

## Pedres de handicap
Pels nivells 'Kyu', en les partides a tauler de 19x19, s'opta tradicionalment per donar una pedra de handicap per cada nivell de diferència. És a dir, si un dels jugadors és 3 kyu i l'altre jugador 7 kyu, la partida es començaria amb 4 pedres de handicap sobre el tauler. Habitualment, mai s'utilitzen més de 9 pedres de handicap: la diferència de força entre els jugadors és massa gran.
Com que negre sempre comença en el joc del go, les pedres de handicap sempre són negres, i aquest és el color amb què juga el jugador més feble. La primera jugada després de la col·locació de les pedres la fa blanc, pel que en realitat el valor del handicap és de mig punt menys (que és en el qual s'estima la primera jugada) que les pedres sobre el tauler.
En taulers més petits (9x9, 13x13) no existeix un consens clar sobre quin hauria de ser el handicap apropiat. Alguns proposen no donar handicap en pedres i donar-lo exclusivament en punts de compensació.
Basant-se en anàlisis teòriques, s'estima que una pedra de handicap en un tauler de 13x13 és equivalent a una diferència de 2.5 a 3 categories, i una pedra en un tauler de 9x9 és equivalent a 6 categories. D'aquesta manera, si la diferència de categories és de 9, el handicap apropiat en una partida de 13x13 seria de 4 pedres (ja que 9 / 2,5 és aproximadament 3,5), i de 2 pedres en una partida de 9x9 (ja que 9 / 6 és 1,5).
En els nivells superiors ('Dan') 1 pedra equival, més o menys, a 3 nivells de diferència.

### Col·locació de les pedres
Es pot optar per la tradicional col·locació fixa o bé per la variable.

#### Fixa
En la col·locació fixa, les pedres es col·loquen segons el diagrama.
Si la diferència de nivells és de:
- 0 : No es donen pedres de handicap.
- 1 : No es donen pedres de handicap (es redueixen als punts de compensació).
- 2 : Es col·loquen les pedres a 1 i 2.
- 3 : Es col·loquen les pedres a 1, 2, 3.
- 4 : Es col·loquen les pedres a 1, 2, 3, 4.
- 5 : Es col·loquen les pedres a 1, 2, 3, 4, 5.
- 6 : Es col·loquen les pedres a 1, 2, 3, 4, 6, 7.
- 7 : Es col·loquen les pedres a 1, 2, 3, 4, 5, 6, 7.
- 8 : Es col·loquen les pedres a 1, 2, 3, 4, 6, 7, 8, 9.
- 8 : Es col·loquen les pedres a 1, 2, 3, 4, 5, 6, 7, 8, 9.

#### Variable
Recentment, molts han demanat que la col·locació de les pedres sigui lliure, és a dir, que negre pugui disposar les pedres de handicap on li sembli, sense restriccions.
Al Japó, Corea, i Amèrica del Nord s'opta principalment per la col·locació fixa, mentre que a la Xina i Nova Zelanda, així com en les partides segons les regles ING s'opta més aviat per la col·locació lliure.
El sistema de col·locació lliure té avantatges i inconvenients: d'una banda, dona varietat a les partides, i sembla més formatiu per als jugadors que estan aprenent, motivant-los a aprendre noves estratègies, però també és cert que la col·locació incorrecta de les pedres redueix l'efectivitat del handicap, fent que la partida no estigui compensada.

## Punts de compensació
La importància d'establir uns punts de compensació és deguda al fet que blanc juga en desavantatge, en ser negre el primer que mou. Els punts de compensació es donen habitualment en partides sense handicap. Habitualment, el valor oscil·la entre 5,5 i 7,5. Tanmateix, en les partides amb handicap, el valor del komi és de tan sols 0,5 punts (és a dir, blanc guanya desempats).
Un altre tipus de compensació per utilitzar en partides amb diferència de nivells entre els contrincants és el komi invers, on negre juga primer (habitualment sense pedres de handicap sobre el tauler), i a més s'endú punts de compensació. Aquest sistema agrada a alguns jugadors, ja que permet desenvolupar la partida com si fos igualada, però obliga a blanc a recuperar el desavantatge inicial.
A més de la possibilitat d'establir un valor fix, es pot seguir el sistema de subhasta de komi: un jugador escull com serà de gran el komi de blanc, i després els dos jugadors decideixen si jugaran amb blanc o negre. També hi ha la possibilitat d'oferir-se a jugar contra Blanc amb un nombre determinat de komi, el que guanyi l'oferta durà negre.

## Altres mètodes
Existeixen altres possibilitats, més imaginatives, de compensar la diferència de nivells entre els dos jugadors. Per exemple, es pot optar pel handicap de punyals o pel de la pedra rosa. Aquestes mètodes són considerats més aviat com a variants del go.

### Handicap de punyals
En aquesta variant, el jugador més feble obté un o més punyals. Aquests punyals són l'opció de forçar l'oponent a passar després del moviment propi, de manera que es pot jugar dues jugades seguides.
Un punyal es considera que té un valor de sis pedres de handicap. Per descomptat, l'amenaça de poder-la usar és més útil que el fet d'utilitzar-la en si, atès que l'oponent es veu obligat a jugar de forma molt conservadora.

### Variant de la pedra rosa
El jugador més feble obté una pedra rosa, que pot jugar en qualsevol moment, en comptes d'una pedra normal. Es considera que aquesta pedra té dos ulls intrínsecs i, per tant, és sempre viva. Així doncs, pot fer viure qualsevol grup sobre el tauler.
Utilitzat de forma hàbil, es considera que té un valor de cinc pedres de handicap.